# Sortmejse
Sortmejsen (Periparus ater) er en mejse i ordenen af spurvefugle. Den yngler i Europa og i store dele af Asien. Sortmejsen lever i områder med nåletræer, ofte sammen med fuglekongen.
Fuglen er standfugl, men strejfer mere om end de øvrige mejser og kan nogle år optræde invasionsagtigt i Danmark fra det øvrige Skandinavien.

## Kendetegn
Sortmejsen er 11 cm og har sort hoved med hvide kind- og nakkepletter og en grålig bug. Den kan med sine sort-hvide tegninger forveksles med musvitten.

### Stemme
Dens sang minder om musvittens, men tonelejet er lysere og tempoet højere. Den kan gengives som "di-dyi, di-dyi..." og bliver nogle gange sammenlignet med lyden af en lille håndpumpe. Kaldet er meget varieret og kan f.eks. være et langtrukkent "diid".

## Føde
Sortmejsens vigtigste føde er granfrø, men den lever om sommeren især af insekter og edderkopper. Manglen på frø kan visse år sætte store trækbevægeler i gang, hvilket får arten til at optræde invasionsagtigt i Danmark.

### Hamstring
Allerede fra sensommeren begynder sortmejsen at hamstre til vinteren. Både granfrø, fyrrefrø og insekter, især bladlus, bliver gemt på nåletræernes yderste grene.

## Indvandring til Danmark
Den indvandrede som ynglefugl til Danmark i 1860'erne og inden århundredskiftet var den udbredt over hele landet. Den indvandrede især til de nyplantede nåletræsplantager.

## Ynglebiologi
Sortmejsen er huleruger og benytter f.eks. gamle spættehuller eller musehuller i jorden. Der lægges i Danmark 8-9 æg fra slutningen af april. De udruges af hunnen på 14-15 dage. Ungerne er flyvefærdige, når de er 16-19 dage gamle. Der lægges normalt kun et kuld i Danmark.